# 沈允钢
沈允钢（1927年12月2日—），中国植物生理学家。浙江杭州人。1951年毕业于浙江大学农业化学系。中国科学院上海植物生理研究所研究员。1980年当选为中国科学院院士（学部委员）。